# St Columb Major
St Columb Major (korn. Kolomm Veur) – miasto w Wielkiej Brytanii, w Anglii w Kornwalii, położone na południe od Wadebridge i na wschód od Newquay. 
W r. 2001 zamieszkiwały je 3 984 osoby.
Dwukrotnie w roku odbywają się tu mecze kornwalijskiej odmiany hurlingu - sportu, który uprawiany jest wyłącznie w St Columb and St Ives.